# Michele Scartezzini
Michele Scartezzini (Isola della Scala, 10 gennaio 1992) è un pistard italiano, tesserato per il Gruppo Sportivo Fiamme Azzurre e per la squadra di club Arvedi Cycling.
Specialista del ciclismo su pista, ha fatto parte della squadra italiana dell'inseguimento a squadre ai campionati del mondo nelle edizioni 2011, 2013, 2016, 2017 e 2020, vincendo la medaglia di bronzo nel 2017 e nel 2020. Nel 2018 ha invece conquistato l'argento mondiale nella specialità dello scratch e il titolo europeo di inseguimento a squadre, mentre nel 2021 ha vinto l'argento mondiale nell'americana.

## Palmarès

### Pista
- 2010

Campionati europei, Corsa a punti Juniores
- 2012

Campionati italiani, Americana (con Elia Viviani)
- 2013

Internazionale di Fiorenzuola, Americana (con Elia Viviani)
Pordenone, Americana (con Elia Viviani)
Campionati italiani, Inseguimento a squadre (con Paolo Simion, Alex Buttazzoni e Marco Coledan)
Campionati italiani, Americana (con Elia Viviani)
- 2015

Campionati italiani, Derny
Campionati italiani, Corsa a punti
Campionati italiani, Inseguimento a squadre (con Liam Bertazzo, Alex Buttazzoni, Filippo Ganna e Paolo Simion)
- 2016

Sei giorni delle Rose (con Elia Viviani)
Grand Prix Prostějov, Americana (con Alex Buttazzoni)
Oerlikon, Corsa a punti
Campionati italiani, Inseguimento individuale
- 2017

Dublin Track Cycling International, Inseguimento individuale
- 2018

Grand Prix of Moscow, Americana (con Francesco Lamon)
Campionati europei, Inseguimento a squadre (con Liam Bertazzo, Filippo Ganna, Francesco Lamon ed Elia Viviani)
Campionati italiani, Americana (con Francesco Lamon)
- 2019

Sei giorni delle Rose (con Davide Plebani)
Campionati italiani, Derny
Campionati italiani, Americana (con Francesco Lamon)
- 2021

Piceno Sprint Cup, Corsa a punti
Campionati italiani, Americana (con Francesco Lamon)
- 2022

3ª prova Coppa delle Nazioni, Inseguimento a squadre (Cali, con Liam Bertazzo, Francesco Lamon, Jonathan Milan e Davide Plebani)
3ª prova Coppa delle Nazioni, Americana (Cali, con Francesco Lamon)
Tre sere di Pordenone, Americana (con Francesco Lamon)
Sei giorni delle Rose (con Filippo Ganna)
- 2023

Festival Toulon Provence Méditerranée, Scratch
Campionati italiani, Scratch
Campionati italiani, Inseguimento a squadre (con Elia Viviani, Francesco Lamon e Davide Boscaro)
Campionati italiani, Americana (con Francesco Lamon)
Sei giorni delle Rose, Americana (con Elia Viviani)
Grenchen, Americana (con Elia Viviani)
- 2024

Life`s an Omnium, Corsa a punti
Life`s an Omnium, Americana (con Elia Viviani)
Life`s an Omnium #2, Americana (con Samuel Quaranta)

### Strada
- 2012 (Trevigiani-Dynamon-Bottoli, una vittoria)

Memorial Morgan Capretta
- 2013 (Trevigiani-Dynamon-Bottoli, due vittorie)

Gran Premio Sportivi di Poggio alla Cavalla
Trofeo Banca Popolare di Vicenza

#### Altri successi
- 2013 (Trevigiani-Dynamon-Bottoli)

Cronosquadre del Roero

## Piazzamenti

### Competizioni mondiali
- Campionati del mondo su pista

Apeldoorn 2011 - Inseg. a squadre: 15º
Minsk 2013 - Inseg. a squadre: 9º
Londra 2016 - Inseg. a squadre: 4º
Hong Kong 2017 - Inseg. a squadre:  3º
Hong Kong 2017 - Corsa a punti: 15º
Apeldoorn 2018 - Inseg. individuale: 15º
Apeldoorn 2018 - Scratch:  2º
Pruszków 2019 - Scratch: 10º
Pruszków 2019 - Americana: 9º
Berlino 2020 - Inseg. a squadre: 3º
Berlino 2020 - Corsa a punti: 9º
Roubaix 2021 - Corsa a punti: 8º
Roubaix 2021 - Americana:  2º
St. Quentin-en-Yv. 2022 - Corsa a punti: 9º
St. Quentin-en-Yv. 2022 - Americana: 4º
Glasgow 2023 - Scratch: 14º
Glasgow 2023 - Corsa a punti: 10º
Glasgow 2023 - Americana: 9º
Ballerup 2024 - Corsa a punti: 19º
- Campionati del mondo su strada

Mosca 2009 - In linea Juniores: ritirato
Toscana 2013 - In linea Under-23: ritirato
Bergen 2017 - Cronosquadre: 14º
Innsbruck 2018 - Cronosquadre: 19º
- Giochi olimpici

Rio de Janeiro 2016 - Inseg. a squadre: 6º

### Competizioni europee
- Campionati europei su pista

Minsk 2009 - Americana Juniores: 2º
San Pietroburgo 2010 - Inseguimento a squadre Juniores: 2º
San Pietroburgo 2010 - Corsa a punti Juniores: vincitore
San Pietroburgo 2010 - Scratch Juniores: 2º
Anadia 2011 - Corsa a punti Under-23: 10º
Paesi Bassi 2011 - Derny: 5º
Anadia 2012 - Inseguimento individuale Under-23: 10º
Anadia 2012 - Corsa a punti Under-23: 7º
Anadia 2012 - Americana Under-23: 9º
Panevėžys 2012 - Inseguimento a squadre: 3º
Panevėžys 2012 - Americana: 7º
Anadia 2013 - Americana Under-23: 7º
Apeldoorn 2013 - Americana: 4º
Anadia 2014 - Corsa a punti Under-23: 5º
Anadia 2014 - Americana Under-23: 7º
St. Quentin-en-Yv. 2016 - Inseguimento a squadre: 2º
St. Quentin-en-Yv. 2016 - Corsa a punti: 8º
Berlino 2017 - Inseguimento a squadre: 2º
Berlino 2017 - Corsa a eliminazione: 5º
Glasgow 2018 - Inseguimento a squadre: vincitore
Glasgow 2018 - Americana: 8º
Apeldoorn 2019 - Inseguimento a squadre: 2º
Apeldoorn 2019 - Corsa a punti: 3º
Grenchen 2021 - Inseguimento a squadre: 5º
Grenchen 2021 - Americana: 4º
Monaco di Baviera 2022 - Americana: 6º
Grenchen 2023 - Americana: 2º
Apeldoorn 2024 - Corsa a punti: 15º
Apeldoorn 2024 - Americana: 9º
Apeldoorn 2024 - Corsa a eliminazione: 11º
- Campionati europei su strada

Goes 2012 - In linea Under-23: 84º